# 芦別温泉
芦別温泉（あしべつおんせん）は、北海道芦別市旭町油谷にある温泉。
通称「油谷温泉」 は、温泉所在地一帯が、元「油谷鉱業（株）油谷芦別炭鉱」跡地に属することからこの通称が存在する。

## 泉質
- 含硫黄 - ナトリウム・マグネシウム - 炭酸水素塩冷鉱泉（硫化水素型）、（中性低張性冷鉱泉）、（旧泉質名：含土類-重曹硫化水素泉）[2]
  - 源泉温度 : 10 - 15℃　（分析サンプル採取時の泉温 : 10.6℃）
  - 源泉の知覚 : 無色透明、無味、有臭(硫化水素臭）
- 含硫黄 - ナトリウム - 炭酸水素塩・塩化物冷鉱泉、（中性低張性冷鉱泉）、（旧泉質名：含重曹-食塩硫黄泉）[2]
  - 源泉温度 10 - 15℃　（分析サンプル採取時の泉温 : 12.8℃）
  - 源泉の知覚 : 淡黄色澄明、微弱塩味、有臭(硫化水素臭）
- 飲泉可能[3]。

## 温泉街
源泉湧出量は豊富で、周辺には源泉が湧出している箇所が多数あり、利用されていない源泉が川にそのまま流れている。
周辺施設 として、カナディアンワールド公園をはじめ、油谷体育館・芦別市B&G海洋センター（屋内プール）・テニスコート・観光花園・健民センターオートキャンプ場 がある。
元・学校施設を用いた宿泊施設であることから、体育設備を備えた団体宿泊の好適地として知られている。
1998年、全日本女子バレーボールチームのホームタウン強化合宿地に承認 され、2011年までは全日本バレーボールチームが、毎年チーム合宿を芦別温泉で実施していた実績があり、全日本女子チームが2013年にチーム合宿地とした。
また、実業団チームのJTサンダーズ・JTマーヴェラスが例年合宿地としている。

## 歴史
かつて当地にあった、油谷小学校（1971年（昭和46年）閉校）の体育館下から湧出していた源泉を利用して、1972年（昭和47年）10月に廃校舎を改築し市営の温泉施設「健民センター芦別温泉」を開設、温泉地としての歴史が始まった。
のちに、1979年（昭和54年）国民宿舎 が、1987年（昭和62年）国民宿舎の新浴室「ヘルスセンター星遊館」 が、1989年（平成元年）芦別温泉スターライトホテル が、それぞれ開業した。
1973年（昭和48年）3月30日 - 環境庁告示第20号により、国民保養温泉地に指定。また、国民保健温泉地の指定も受けている。
芦別市により「芦別市健民センター条例」が定められ、同条例第3条にて、「健民センターの構成施設は、芦別温泉、国民宿舎「あしべつ」、芦別温泉スターライトホテル、星遊館、油谷体育館、焼肉ガーデンその他附属施設とする」とされていた。しかし、2023年（令和5年）の条例一部改正で「芦別温泉、芦別温泉スターライトホテル、星遊館、油谷体育館その他附属施設」に改められた。

## 芦別市健民センター
先述の通り、芦別市健民センター条例により芦別温泉、芦別温泉スターライトホテル、星遊館、油谷体育館その他附属施設を構成施設とする「芦別市健民センター」が設置されている。
芦別温泉では1972年（昭和47年）10月の開設時から株式会社芦別振興公社が業務を受託し、指定管理者制度導入後も指定管理者となっていた。
2017年（平成29年）4月1日からの指定管理者について、 2016年（平成28年）11月、北海道ホテル＆リゾート株式会社を選定、市議会が同意し議決。平成29年度からの指定管理者が決定した。
- 北海道ホテル＆リゾート株式会社 - 北海道富良野市北の峰町14-46
  - 資本金 : 300万円 [21]
  - 設立 : 2003年（平成15年）5月15日[22]
1972年（昭和47年） : 民宿「北誠荘」を、北海道富良野市北の峰町にて、現・社長の父親が創業[23]。
1991年（平成3年） : 「ホテルナトゥールヴァルト」を、北海道富良野市北の峰町にて、現・社長の父親が開業 [24]。
2000年（平成12年） : 「ホテルナトゥールヴァルト」を他者に売却[24]。
2006年（平成18年） : 「ホテルナトゥールヴァルト」を、現・社長が買い戻し[24]。
  - おもな運営施設 : ホテルナトゥールヴァルト富良野

## アクセス
- 全ての施設は、国道452号沿いに所在する。

車利用の場合、国道38号芦別バイパス（道の駅スタープラザ芦別前）経由で国道452号。芦別市内から15分。
- 高速道路利用の場合、最寄りインターチェンジは道央自動車道滝川ICから国道38号経由。約35km、50分。
- 旭川方面からは国道452号未開通のため、道央自動車道、または北海道道4号旭川芦別線で、国道38号芦別バイパス経由。

公共交通機関利用の場合
- 　根室本線芦別駅よりキラキラバス芦別温泉行に乗車、終点下車。所要約20分（本数少に注意）。